# Anu Kittilä
Anu Kittilä (* 1975) ist eine ehemalige finnische Skilangläuferin.

## Werdegang
Kittilä debütierte zu Beginn der Saison 1995/96 in Vuokatti im Weltcup und belegte dabei den 49. Platz über 5 km klassisch. Im weiteren Saisonverlauf kam sie fünfmal in die Punkteränge und erreichte mit dem 27. Platz ihr bestes Gesamtergebnis. In Oslo errang sie mit Platz sechs über 30 km klassisch ihr bestes Einzelergebnis im Weltcupeinzel und mit dem zweiten Platz in der Staffel ihre einzige Podestplatzierung im Weltcup. Im selben Jahr wurde sie finnische Meisterin über 10 km und 15 km. In der folgenden Saison kam sie in Kawgolowo mit dem 29. Platz über 15 km Freistil letztmals in die Punkteränge und lief bei den nordischen Skiweltmeisterschaften 1997 in Trondheim auf den 46. Platz über 15 km Freistil. Ihr letztes Weltcuprennen absolvierte sie im November 1998 in Muonio, welches sie auf dem 83. Platz über 5 km Freistil beendete.